# Ljaskovec
Ljaskovec (búlgaro: Лясковец) é uma cidade da Bulgária, localizada no distrito de Veliko Tarnovo. A sua população era de 8,277 habitantes segundo o censo de 2010.

## População
| Ljaskovec | Ljaskovec | Ljaskovec | Ljaskovec | Ljaskovec | Ljaskovec | Ljaskovec | Ljaskovec | Ljaskovec | Ljaskovec | Ljaskovec | Ljaskovec | Ljaskovec | Ljaskovec | Ljaskovec | Ljaskovec | Ljaskovec | Ljaskovec | Ljaskovec | Ljaskovec |
| --- | --------- | --------- | --------- | --------- | --------- | --------- | --------- | --------- | --------- | --------- | --------- | --------- | --------- | --------- | --------- | --------- | --------- | --------- | --------- |
| Ano | 1887      | 1910      | 1934      | 1946      | 1956      | 1965      | 1975      | 1985      | 1992      | 2001      | 2002      | 2003      | 2004      | 2005      | 2006      | 2007      | 2008      | 2009      | 2010      |
| População |           |           |           | 5,541     | 6,405     | 8,361     | 9,306     | 9,816     | 10,050    | 9,244     | 9,109     | 8,857     | 8,773     | 8,653     | 8,541     | 8,467     | 8,373     | 8,368     | 8,277     |
| Fontes: Instituto Nacional de Estatísticas, „citypopulation.de“, „pop-stat.mashke.org“, Bulgarian Academy of Sciences |           |           |           |           |           |           |           |           |           |           |           |           |           |           |           |           |           |           |           |